# 다가타군

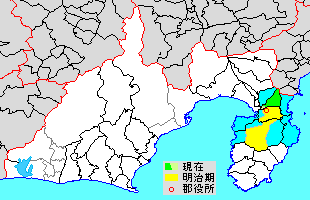
다가타 군의 위치

다가타군(일본어: 田方郡)은 일본 시즈오카현에 있는 군이다.
인구 35,310명, 면적 65.16km², 인구밀도 542명/km².(2025년 3월 1일, 추계인구)
이하 1정으로 구성된다.
- 간나미정(函南町)

## 군역
1879년 행정 구역으로 출범할 당시의 군역은 현재의 행정 구역으로 아래의 구역에 해당한다.
- 미시마시의 일부
- 간나미정의 대부분
- 이즈노쿠니시의 일부
- 이즈시의 대부분

## 역사

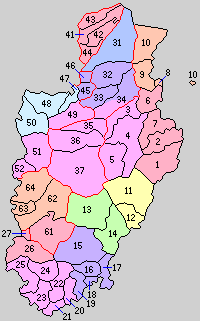
1.다지마촌 2.고무로촌 3.시모오미촌 4.나카오미촌 5.가미오미촌 6.우사미촌 7.이토촌 8.아지로촌 9.다가촌 10.아타미정 31.간나미촌 32.니라야마촌 33.다나카촌 34.기타카노촌 35.시모카노촌 36.나카카노촌 37.가미카노촌 41.미시마정 42.니시키다촌 43.기타우에촌 44.나카자토촌 45.가와니시촌 46.에마촌 47.우치우라촌 48.니시우라촌 49.슈젠지촌 50.헤다촌 51.도이촌 52.사이즈촌 (위쪽 빨강:미시마시 아래 빨강:이토시 등색:아타미시 보라:이즈노쿠니시 분흉:이즈시 하늘색:누마즈시 파랑:합병 없음 11-27은 가모군에 잔류한 지역 61-64는 나카군)

- 1889년 4월 1일 - 정촌제 시행으로, 아래의 정촌이 발족.(7촌)
  - 간나미촌(函南村): 현 간나미정
  - 니라야마촌(韮山村): 현 이즈노쿠니시
  - 다나카촌(田中村): 현 이즈노쿠니시
  - 기타카노촌(北狩野村): 현 이즈시
  - 시모카노촌(下狩野村): 현 이즈시
  - 나카카노촌(中狩野村): 현 이즈시
  - 가미카노촌(上狩野村): 현 이즈시
- 1896년 4월 1일 - 군제 시행으로 다가타군·기미사와군 및 가모군의 일부 구역으로, 새로이 다가타군이 설치. 아래의 2정 20촌이 다가타군 소속이 됨.(2정 27촌)
  - 구 기미사와군 - 미시마정(三島町)·니시키다촌(錦田村)·기타우에촌(北上村)·나카자토촌(中郷村)·가와니시촌(川西村)·에마촌(江間村)·우치우라촌(内浦村)·니시우라촌(西浦村)·슈젠지촌(修善寺村)·헤다촌(戸田村)·도이촌(土肥村)·사이즈촌(西豆村)
  - 구 가모군 - 다지마촌(対島村)·고무로촌(小室村)·시모오미촌(下大見村)·나카오미촌(中大見村)·가미오미촌(上大見村)·우사미촌(宇佐美村)·이토촌(伊東村)·아지로촌(網代村)·다가촌(多賀村)·아타미정(熱海町)
- 1906년 1월 1일 - 이토촌이 정제 시행으로 이토정(伊東町)이 됨.(3정 26촌)
- 1924년
  - 5월 27일 - 아지로촌이 정제 시행으로 아지로정(網代町)이 됨.(4정 25촌)
  - 8월 31일 - 슈젠지촌이 정제 시행으로 슈젠지정(修善寺町)이 됨.(5정 24촌)
- 1934년 11월 3일 - 가와니시촌이 정제 시행과 개칭으로 이즈나가오카정(伊豆長岡町)이 됨.(6정 23촌)
- 1935년 4월 1일 - 기타우에촌이 미시마정에 편입.(6정 22촌)
- 1937년 4월 10일 - 아타미정·다가촌이 합병하여, 아타미시(熱海市)가 발족, 군에서 이탈.(5정 21촌)
- 1938년 4월 1일 - 도이촌이 정제 시행으로 도이정(土肥町)이 됨.(6정 20촌)
- 1940년 12월 10일 - 다나카촌이 정제 시행과 개칭으로 오히토정(大仁町)이 됨.(7정 19촌)
- 1941년 4월 29일 - 미시마정·니시키다촌이 합병하여, 미시마시(三島市)가 발족, 군에서 이탈.(6정 18촌)
- 1947년 8월 10일 - 이토정·고무로촌이 합병하여, 이토시(伊東市)가 발족, 군에서 이탈.(5정 17촌)
- 1954년 3월 31일(5정 15촌)
  - 나카자토촌이 미시마시에 편입.
  - 에마촌이 이즈나가오카정에 편입.
- 1955년 4월 1일(5정 11촌)
  - 다지마촌·우사미촌이 이토시에 편입.
  - 우치우라촌·니시우라촌이 누마즈시에 편입.
- 1956년 9월 30일(5정 9촌)
  - 시모카노촌이 슈젠지정에 편입.
  - 사이즈촌이 도이정에 편입.
- 1957년 4월 1일 - 아지로정이 아타미시에 편입.(4정 9촌)
- 1958년 1월 1일 - 시모오미촌·나카오미촌·가미오미촌이 합병하여, 나카이즈정(中伊豆町)이 발족.(5정 6촌)
- 1959년 4월 10일 - 기타카노촌의 일부가 슈젠지정, 잔여부가 오히토정에 분할 편입.(5정 5촌)
- 1960년 11월 1일 - 나카카노촌·가미카노촌이 합병하여, 아마기유가시마정(天城湯ケ島町)이 발족.(6정 3촌)
- 1962년 4월 1일 - 니라야마촌이 정제 시행으로 니라야마정(韮山町)이 됨.(7정 2촌)
- 1963년 4월 1일 - 간나미촌이 정제 시행으로 간나미정(函南町)이 됨.(8정 1촌)
- 2004년 4월 1일 - 슈젠지정·아마기유가시마정·나카이즈정·도이정이 합병하여, 이즈시(伊豆市)가 발족, 군에서 이탈.(4정 1촌)
- 2005년 4월 1일(1정)
  - 니라야마정·이즈나가오카정·오히토정이 합병하여, 이즈노쿠니시(伊豆の国市)가 발족, 군에서 이탈.
  - 헤다촌이 누마즈시에 편입.